# Ви Хаджун
Ви Хаджун (кор. 위하준; имя при рождении — Ви Хёнли (кор. 위현이); род. 5 августа 1991, Вандо, Чолла-Намдо, Республика Корея) — южнокорейский актёр и модель. Наиболее известен своими ролями в фильмах «Психиатрическая больница Конджиам» (2018) и «Полночь» (2021), а также в телесериалах «Красивая нуна, что покупает мне еду» (2018), «Романтическое приложение» (2019), «Снова 18» (2020) и «Игра в кальмара» (2021—2025), последний из которых принёс ему международную известность.

## Ранняя жизнь и образование
Ви родился 5 августа 1991 года на острове Соандо, в уезде Вандо, провинция Чолла-Намдо. Вырос на семейной ферме морских ушек. Учился в университете Сонгкюль по специальности театр и кино. Прошел военную службу до того, как дебютировал в качестве актера.

## Карьера
Он дебютировал в кино в 2012 году, сыграв главную роль в короткометражном фильме «Мир в них». Ви снялся в нескольких фильмах, прежде чем получил главную роль в фильме 2018 года «Психиатрическая больница Конджиам» . В том же году он появился в роли второго плана в телесериале «Красивая нуна, что покупает мне еду».
В 2019 году Ви появился в телесериале «Романтическое приложение» вместе с Ли Джонсоком, Ли На Ён и Чон Ю Чжин. Сериал получил положительные отзывы, а Ви хвалили за его актёрскую игру, за что он был номинирован на 55-ю премию «Пэксан» в категории «Лучший новый актёр — телевидение». В 2020 году Ви появился в роли известного бейсбольного спортсмена в телесериале «Снова 18», снятом по мотивам американского фильма «Папе снова 17».
Ви получил международное признание в 2021 году за роль в популярном сериале Netflix «Игра в кальмара», сыграв Хван Чжун Хо, офицера полиции, который пробирается в игру, чтобы найти своего пропавшего брата. Актёрский состав был высоко оценён критиками за свою игру, а само шоу получило множество наград, в том числе шесть премий прайм-тайм «Эмми» и главный приз 58-й церемонии вручения премии «Пэксан». Сериал был продлён на второй и третий сезоны, где Ви повторил свою роль.
В 2021 году Ви также сыграл серийного убийцу в триллере «Полночь» и снялся вместе с Ли Дон Уком в телесериале «Плохой и сумасшедший». Ви вернулся в 2022 году в сериале от Netflix «Маленькие женщины». Финальный эпизод сериала набрал двузначные рейтинги в Южной Корее.
В 2023 году Ви снялся в сериале Disney+ «Худшее из зол» вместе с Чжи Чан Уком и Им Се Ми, а также в сериале Netflix «Существо Кёнсона» вместе с Пак Соджуном, Хан Сохи, Клаудией Ким, Ким Хэ Сук и Чо Хан Чолем.

## Фильмография

### Кино
| Год  | Название                          | Оригинальное название  | Роль                      | Примечания               | Источник      |
| ---- | --------------------------------- | ---------------------- | ------------------------- | ------------------------ | ------------- |
| 2012 | Peace in Them                     | 그들의 평화            |                           | Короткометражка          |               |
| 2015 | Китайский квартал                 | 차이나타운             | Ян Ву Гон                 |                          |               |
| 2015 | Плохие парни всегда умирают       | 나쁜놈은 반드시 죽는다 | Ча Мён Хо                 |                          |               |
| 2016 | Затмение                          | 커터                   | Чжун Тэ                   |                          |               |
| 2017 | Пак Ёль                           | 박열                   | корейский парень в тюрьме |                          |               |
| 2017 | Преследование                     | 반드시 잡는다          | Янг Чон Хёк               |                          |               |
| 2018 | Психиатрическая больница Конджиам | 곤지암                 | Ха Чжун                   |                          | [ 9 ]         |
| 2019 | Мисс и миссис Коп                 | 걸캅스                 | Чон Ву Чжун               |                          |               |
| 2021 | Акула: Начало                     | 샤크: 더 비기닝        | Чон До Хён                | Оригинальный фильм TVING | [ 10 ] [ 11 ] |
| 2021 | Полночь                           | 미드나이트             | До Шик                    |                          | [ 12 ]        |

### Телесериалы
| Год       | Название                            | Оригинальное название  | Телеканал    | Роль                  | Примечания                                                    | Источник      |
| --------- | ----------------------------------- | ---------------------- | ------------ | --------------------- | ------------------------------------------------------------- | ------------- |
| 2016      | Прощайте, мистер Блэк               | 굿바이 미스터 블랙     | MBC          | Ха Чжун               |                                                               |               |
| 2017      | Моя золотая жизнь                   | 황금빛 내 인생         | KBS2         | Рю Чжэ Шин            |                                                               | [ 13 ]        |
| 2018      | Красивая нуна, что покупает мне еду | 밥 잘 사주는 예쁜 누나 | JTBC         | Юн Сын Хо             | также известен как Красивая сестра, которая покупает мне еду  | [ 14 ]        |
| 2018      | Островные мушкетеры                 | 섬총사                 | O'live & tvN | в роли самого себя    | гостевая роль во втором сезоне                                | [ 15 ]        |
| 2018      | Супружеский хаос                    | 최고의 이혼            | KBS2         | Им Си Хо              |                                                               | [ 16 ]        |
| 2019      | Романтическое приложение            | 로맨스는 별책부록      | tvN          | Джи Со Чжун           |                                                               | [ 17 ]        |
| 2020      | Целитель душ                        | 영혼수선공             | KBS2         | О Ю Мин               | также известен как Мастера починки душ, камео (эпизоды 1 и 4) | [ 18 ]        |
| 2020      | Снова 18                            | 18 어게인              | JTBC         | Е Чжи Хун             |                                                               | [ 19 ]        |
| 2021      | Плохой и сумасшедший                | 배드 앤 크레이지       | tvN, iQiyi   | К                     |                                                               | [ 20 ]        |
| 2021—2025 | Игра в кальмара                     | 오징어 게임            | Netflix      | детектив Хван Чжун Хо |                                                               | [ 21 ] [ 22 ] |
| 2022      | Проект К                            | K프로젝트              | TBA          | Квон Чжун Тэк         |                                                               | [ 23 ]        |
| 2022      | Маленькие женщины                   | 작은아씨들             | tvN          | Чхве До Иль           |                                                               | [ 24 ]        |
| 2023      | Существо Кёнсона                    | 경성 크리처            | Netflix      | TBA                   | Квон Джон Тэк                                                 | [ 25 ]        |

### Веб-сериалы
| Год  | Название      | Оригинальное название | Платформа | Роль      | Источник      |
| ---- | ------------- | --------------------- | --------- | --------- | ------------- |
| 2018 | Вместе с кофе | 그날의 커피           | YouTube   | Ли Ха Мин | [ 26 ] [ 27 ] |

## Награды и номинации
| Награда                        | Год  | Категория                                       | Работа                                  | Результат | Ист.   |
| ------------------------------ | ---- | ----------------------------------------------- | --------------------------------------- | --------- | ------ |
| Премия Гильдии киноактёров США | 2022 | Лучший актёрский состав в драматическом сериале | Игра в кальмара                         | Номинация | [ 28 ] |
| Премия «Пэксан»                | 2019 | Лучший новый актёр — телевидение                | Романтическое приложение                | Номинация | [ 29 ] |
| Кинопремия «Голубой дракон»    | 2018 | Лучший новый актёр                              | Психиатрическая больница Конджиам       | Номинация | [ 30 ] |
| Chunsa Film Art Awards         | 2018 | Лучший новый актёр                              | Психиатрическая больница Конджиам       | Номинация | [ 31 ] |
| Премия «Большой колокол»       | 2018 | Лучший новый актёр                              | Психиатрическая больница Конджиам       | Номинация | [ 31 ] |
| Korea Drama Awards             | 2018 | Лучший новый актёр                              | Красивая нуна, которая покупает мне еду | Номинация | [ 32 ] |

### Списки
| Издатель | Год  | Категория                                                                     | Место | Ист.   |
| -------- | ---- | ----------------------------------------------------------------------------- | ----- | ------ |
| Cine21   | 2021 | Новые актеры, которые возглавят корейскую индустрию видеоконтента в 2022 году | 5-е   | [ 33 ] |
| Cine21   | 2021 | Актеры, которые возглавят корейскую индустрию видеоконтента в 2022 году       | 6-е   | [ 33 ] |